# Amy Rodriguez
Amy Rodriguez (Lake Forest, 17 febbraio 1985) è un'allenatrice di calcio ed ex calciatrice statunitense, di ruolo attaccante.
Soprannominata A-Rod, con l'FC Kansas City ha vinto due volte consecutivamente la National Women's Soccer League. Con la nazionale statunitense ha vinto il campionato mondiale nel 2015 e ha partecipato ai Giochi olimpici di Pechino 2008 e Londra 2012, vincendo la medaglia d'oro in entrambe le occasioni.

## Biografia
Figlia di John e Lori Rodriguez, Amy è nata e cresciuta a Lake Forest, in California. I suoi nonni paterni erano originari di Cuba ed emigrarono negli Stati Uniti negli anni '50.
Rodriguez si è laureata in psicologia alla University of Southern California. È sposata con l'ex giocatore di pallanuoto Adam Shilling. La coppia ha avuto due figli, Ryan e Luke.

## Caratteristiche tecniche

### Allenatrice
Predilige un gioco basato sul possesso palla e sul pressing alto.

## Carriera

### Giocatrice

#### Gli inizi
Quando frequentava la Santa Margarita Catholic High School, a Rancho Santa Margarita, Amy Rodriguez era considerata una delle migliori giocatrici della sua età: ha ricevuto una serie di riconoscimenti locali e nel 2005, dopo aver segnato 17 gol in 15 partite, è stata nominata Gatorade Player of the Year.

#### Calcio universitario
Dal 2005 al 2008 Amy Rodriguez ha frequentato la University of Southern California e ha giocato nella squadra di calcio femminile dei Trojans, di cui è stata la quarta migliore marcatrice di tutti i tempi.
Nel suo primo anno a USC ha totalizzato 9 gol, di cui 4 decisivi per la vittoria. L'anno successivo, Rodriguez ha saltato le prime quattro partite della stagione poiché impegnata con la nazionale statunitense under 20 al Mondiale di Russia 2006. Una volta ritornata, ha giocato da titolare 14 delle 16 partite della NCAA Women's Division I Soccer Championship, mettendo a referto 4 gol e 3 assist. Nel 2007 Rodriguez ha giocato in tutte le 25 partite del campionato, concludendo la stagione con 10 gol e 3 assist. Ha firmato la sua prima doppietta in carriera nelle semifinali NCAA; entrambi i gol sono arrivati nel secondo tempo di una partita vinta da USC 2-1. Pur avendo saltato le prime tre partite della stagione universitaria a causa della partecipazione ai Giochi Olimpici del 2008, è stata capocannoniere della USC con 8 gol nel suo ultimo anno universitario. Il 2 ottobre 2008 Rodriguez ha messo a segno anche la sua prima tripletta.

#### Club

##### Boston Breakers
Amy Rodriguez è stata la prima scelta assoluta al draft del 2009 della neonata Women's Professional Soccer. Nella sua prima stagione nel calcio professionistico ha indossato la maglia delle Boston Breakers, disputando 17 partite e segnando un gol. La squadra non si è qualificata ai play-off per un punto di distanza dalla newyorkese Sky Blue.

##### Philadelphia Independence

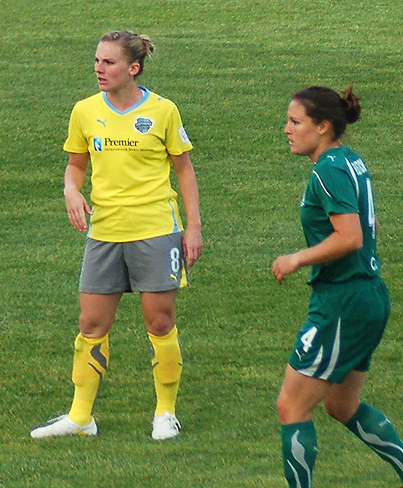
Rodriguez con la maglia di Philadelphia nel 2010

Dopo un'annata deludente, il 29 settembre 2009 Rodriguez è stata scambiata con le prime due scelte di Philadelphia Independence al draft del 2010, Lauren Holiday e Alyssa Naeher. Durante la sua prima stagione con la maglia di Philadelphia, Rodriguez ha fornito 6 assist e ha segnato 12 gol, chiudendo al terzo posto nella classifica cannonieri dietro a Marta e alla connazionale Abby Wambach. Dopo le vittorie ai play-off contro Washington Freedom e Boston Breakers, Philadelphia ha perso la finale contro la FC Gold Pride. A causa degli impegni in nazionale, Rodriguez ha giocato meno partite nella stagione successiva: nelle sue 10 presenze in campionato, ha segnato due gol. Ai play-off ha firmato il gol del 2-0 contro il MagicJack in semifinale, e suo è stato anche il gol del pareggio a pochi minuti dal termine dei tempi regolamentari, in finale, sul campo delle Western New York Flash. Ai tiri di rigore le giocatrici newyorkesi si sono poi imposte 5 a 4.

##### Seattle Reign FC
Nel 2013 Rodriguez si è trasferita al Seattle Reign FC nella neonata lega National Women's Soccer League, ma circa un mese dopo la player allocation, il proprietario del club, Bill Predmore, ha annunciato che non avrebbe potuto giocare perché incinta.

##### FC Kansas City e Utah Royals

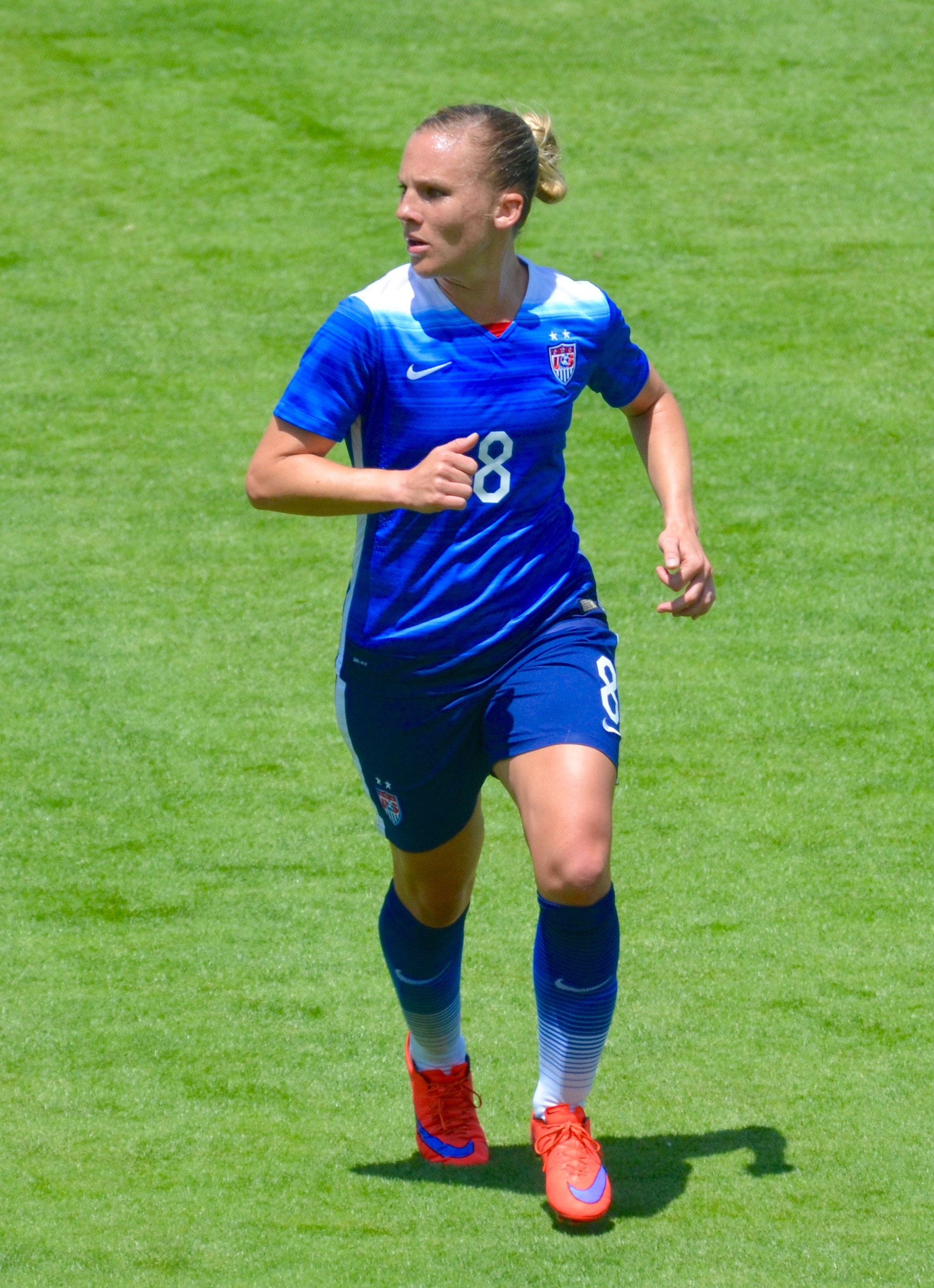
Rodriguez con la maglia della nazionale il 10 maggio 2015

A novembre è stata scambiata con la terza scelta assoluta del draft 2013, la centrocampista Kristie Mewis, ed è approdata all'FC Kansas City. Nella prima giornata ha segnato in casa il gol del momentaneo 1-0 contro lo Sky Blue. Ha chiuso la regular season con 13 reti in 22 partite. Grazie ai 41 punti conquistati, Kansas City si è classificato secondo in campionato e ha partecipato ai play-off. Dopo un gol in semifinale contro Portland, Rodriguez ha segnato una doppietta decisiva contro la sua ex squadra, il Seattle Reign FC, e ha vinto il titolo.
L'anno successivo Kansas City si è riconfermato campione: dopo aver chiuso la stagione regolare al terzo posto, la squadra allenata da Vlatko Andonovski ha sconfitto prima 3-0 il Chicago Red Stars e poi nuovamente Seattle. Decisiva in entrambe le partite Amy Rodriguez, la quale ha segnato una doppietta in semifinale e il gol dell'1 a 0 in finale.
Rodriguez ha saltato la stagione 2016 poiché incinta del suo secondo figlio Luke.
Il 17 aprile 2017 ha segnato un gol nella prima partita di campionato contro le Boston Breakers, ma dopo una decina di minuti ha dovuto lasciare il campo per un infortunio al legamento crociato anteriore del ginocchio sinistro.
In seguito alla scelta della lega di escludere per inadempienze il Kansas City dal campionato 2018, tutti i contratti dei giocatori e le scelte al draft della squadra furono trasferiti al club di espansione Utah Royals. Dopo aver confermato di voler giocare nelle Royals, Rodriguez ha debutatto il 13 aprile contro i Chicago Red Stars. Il 28 aprile ha messo a segno contro il Portland Thorns il primo dei suoi 5 gol stagionali. Rodriguez è stata candidata al FIFA Puskás Award per un gol dai 25 metri nella partita del 15 giugno 2019 contro lo Sky Blue.

##### North Carolina Courage
Nel luglio 2021 Amy Rodriguez è stata ceduta al North Carolina Courage. Con la squadra di Cary ha collezionato 14 presenze e ha segnato 3 gol in campionato. La partita persa sul campo del Washington Spirit al primo turno dei play-off è stata la sua ultima gara da professionista.

#### Nazionale
Rodriguez ha partecipato al campionato mondiale under 19 del 2004 in Thailandia e al campionato mondiale under 20 del 2006 in Russia. Ha fatto il suo esordio con la nazionale maggiore l'11 marzo 2005 contro la Finlandia in una partita dell'Algarve Cup.
Ha conquistato il campionato mondiale nel 2015 e ha partecipato ai Giochi olimpici di Pechino 2008 e Londra 2012, vincendo la medaglia d'oro in entrambe le occasioni.

### Allenatrice
Dopo essersi ritirata all'età di 34 anni, Rodriguez ha intrapreso la carriera da allenatrice. Ha iniziato come assistente allenatore della squadra di calcio della USC, con la quale aveva esordito da calciatore.
Il 20 aprile 2023 Rodriguez è stata scelta come allenatrice delle Utah Royals, pur non avendo ancora a disposizione il patentino di livello A richiesto per il ruolo dalla federazione statunitense. Il 30 giugno 2024 è stata sollevata dall'incarico dopo aver ottenuto solo 2 vittorie in 15 partite.

## Statistiche

### Presenze e reti nei club
| Stagione                         | Squadra                          | Campionato                       | Campionato | Campionato | Coppe nazionali | Coppe nazionali | Coppe nazionali | Coppe continentali | Coppe continentali | Coppe continentali | Altre coppe | Altre coppe | Altre coppe | Totale | Totale |
| Stagione                         | Squadra                          | Comp                             | Pres       | Reti       | Comp            | Pres            | Reti            | Comp               | Pres               | Reti               | Comp        | Pres        | Reti        | Pres   | Reti   |
| -------------------------------- | -------------------------------- | -------------------------------- | ---------- | ---------- | --------------- | --------------- | --------------- | ------------------ | ------------------ | ------------------ | ----------- | ----------- | ----------- | ------ | ------ |
| 2009                             | Boston Breakers                  | WPS                              | 17         | 1          | -               | -               | -               | -                  | -                  | -                  | -           | -           | -           | 17     | 1      |
| 2010                             | Philadelphia Independence        | WPS                              | 23+3       | 12+1       | -               | -               | -               | -                  | -                  | -                  | -           | -           | -           | 26     | 13     |
| 2011                             | Philadelphia Independence        | WPS                              | 10+2       | 2+2        | -               | -               | -               | -                  | -                  | -                  | -           | -           | -           | 12     | 4      |
| Totale Philadelphia Independence | Totale Philadelphia Independence | Totale Philadelphia Independence | 38         | 17         |                 | -               | -               |                    | -                  | -                  |             | -           | -           | 38     | 17     |
| 2013                             | Seattle Reign FC                 | NWSL                             | 0          | 0          | -               | -               | -               | -                  | -                  | -                  | -           | -           | -           | 0      | 0      |
| 2014                             | FC Kansas City                   | NWSL                             | 22+2       | 13+3       | -               | -               | -               | -                  | -                  | -                  | -           | -           | -           | 24     | 16     |
| 2015                             | FC Kansas City                   | NWSL                             | 11+2       | 6+3        | -               | -               | -               | -                  | -                  | -                  | -           | -           | -           | 13     | 9      |
| 2016                             | FC Kansas City                   | NWSL                             | 0          | 0          | -               | -               | -               | -                  | -                  | -                  | -           | -           | -           | 0      | 0      |
| 2017                             | FC Kansas City                   | NWSL                             | 1          | 1          | -               | -               | -               | -                  | -                  | -                  | -           | -           | -           | 1      | 1      |
| Totale FC Kansas City            | Totale FC Kansas City            | Totale FC Kansas City            | 38         | 26         |                 | -               | -               |                    | -                  | -                  |             | -           | -           | 38     | 26     |
| 2018                             | Utah Royals                      | NWSL                             | 19         | 5          | -               | -               | -               | -                  | -                  | -                  | -           | -           | -           | 19     | 5      |
| 2019                             | Utah Royals                      | NWSL                             | 24         | 9          | -               | -               | -               | -                  | -                  | -                  | -           | -           | -           | 24     | 9      |
| 2020                             | Utah Royals                      | NWSL                             | 4          | 1          | NCC             | 5               | 1               | -                  | -                  | -                  | -           | -           | -           | 9      | 2      |
| Totale Utah Royals               | Totale Utah Royals               | Totale Utah Royals               | 47         | 15         |                 | 5               | 1               |                    | -                  | -                  |             | -           | -           | 52     | 16     |
| 2021                             | Kansas City NWSL                 | NWSL                             | 10         | 2          | NCC             | 4               | 2               | -                  | -                  | -                  | -           | -           | -           | 14     | 4      |
| 2021                             | North Carolina Courage           | NWSL                             | 14+1       | 3+0        | -               | -               | -               | -                  | -                  | -                  | -           | -           | -           | 15     | 3      |
| Totale carriera                  | Totale carriera                  | Totale carriera                  | 165        | 64         |                 | 9               | 3               |                    | -                  | -                  |             | -           | -           | 174    | 67     |

### Cronologia presenze e reti in nazionale
| Cronologia completa delle presenze e delle reti in nazionale ― Stati Uniti | Cronologia completa delle presenze e delle reti in nazionale ― Stati Uniti | Cronologia completa delle presenze e delle reti in nazionale ― Stati Uniti | Cronologia completa delle presenze e delle reti in nazionale ― Stati Uniti | Cronologia completa delle presenze e delle reti in nazionale ― Stati Uniti | Cronologia completa delle presenze e delle reti in nazionale ― Stati Uniti | Cronologia completa delle presenze e delle reti in nazionale ― Stati Uniti | Cronologia completa delle presenze e delle reti in nazionale ― Stati Uniti |
| Data                                                                       | Città                                                                      | In casa                                                                    | Risultato                                                                  | Ospiti                                                                     | Competizione                                                               | Reti                                                                       | Note                                                                       |
| -------------------------------------------------------------------------- | -------------------------------------------------------------------------- | -------------------------------------------------------------------------- | -------------------------------------------------------------------------- | -------------------------------------------------------------------------- | -------------------------------------------------------------------------- | -------------------------------------------------------------------------- | -------------------------------------------------------------------------- |
| 11-03-2005                                                                 | Albufeira                                                                  | Stati Uniti                                                                | 3 – 0                                                                      | Finlandia                                                                  | Algarve Cup 2005                                                           | -                                                                          | 46’                                                                        |
| 13-03-2005                                                                 | Vila Real de Santo António                                                 | Stati Uniti                                                                | 4 – 0                                                                      | Danimarca                                                                  | Algarve Cup 2005                                                           | -                                                                          | 75’                                                                        |
| 11-03-2006                                                                 | Faro                                                                       | Danimarca                                                                  | 0 – 5                                                                      | Stati Uniti                                                                | Algarve Cup 2006                                                           | -                                                                          | 64’                                                                        |
| 13-03-2006                                                                 | Faro                                                                       | Stati Uniti                                                                | 4 – 1                                                                      | Francia                                                                    | Algarve Cup 2006                                                           | -                                                                          | 80’                                                                        |
| 15-03-2006                                                                 | Faro                                                                       | Germania                                                                   | 0 – 0 dts (4-3 dtr)                                                        | Stati Uniti                                                                | Algarve Cup 2006                                                           | -                                                                          | 116’                                                                       |
| 16-01-2008                                                                 | Canton                                                                     | Stati Uniti                                                                | 4 – 0                                                                      | Canada                                                                     | Amichevole                                                                 | 2                                                                          |                                                                            |
| 18-01-2008                                                                 | Canton                                                                     | Finlandia                                                                  | 1 – 4                                                                      | Stati Uniti                                                                | Amichevole                                                                 | -                                                                          | 63’                                                                        |
| 20-01-2008                                                                 | Canton                                                                     | Cina                                                                       | 0 – 1                                                                      | Stati Uniti                                                                | Amichevole                                                                 | -                                                                          | 76’                                                                        |
| 05-03-2008                                                                 | Albufeira                                                                  | Stati Uniti                                                                | 4 – 0                                                                      | Cina                                                                       | Algarve Cup 2008                                                           | -                                                                          | 60’                                                                        |
| 07-03-2008                                                                 | Alvor                                                                      | Stati Uniti                                                                | 2 – 0                                                                      | Italia                                                                     | Algarve Cup 2008                                                           | -                                                                          | 71’                                                                        |
| 10-03-2008                                                                 | Alvor                                                                      | Stati Uniti                                                                | 4 – 0                                                                      | Norvegia                                                                   | Algarve Cup 2008                                                           | 1                                                                          | 63’                                                                        |
| 12-03-2008                                                                 | Vila Real de Santo António                                                 | Danimarca                                                                  | 1 – 2                                                                      | Stati Uniti                                                                | Algarve Cup 2008                                                           | -                                                                          | 81’                                                                        |
| 06-04-2008                                                                 | Ciudad Juárez                                                              | Messico                                                                    | 1 – 3                                                                      | Stati Uniti                                                                | Qual. Olimpiadi 2008                                                       | -                                                                          | 56’                                                                        |
| 09-04-2008                                                                 | Ciudad Juárez                                                              | Stati Uniti                                                                | 3 – 0                                                                      | Costa Rica                                                                 | Qual. Olimpiadi 2008                                                       | -                                                                          | 74’                                                                        |
| 12-04-2008                                                                 | Ciudad Juárez                                                              | Stati Uniti                                                                | 1 – 1 dts (6-5 dtr)                                                        | Canada                                                                     | Qual. Olimpiadi 2008                                                       | -                                                                          |                                                                            |
| 28-04-2008                                                                 | Cary                                                                       | Stati Uniti                                                                | 3 – 2                                                                      | Australia                                                                  | Amichevole                                                                 | -                                                                          | 46’                                                                        |
| 11-05-2008                                                                 | Washington                                                                 | Stati Uniti                                                                | 6 – 0                                                                      | Canada                                                                     | Amichevole                                                                 | -                                                                          | 76’                                                                        |
| 17-06-2008                                                                 | Suwon                                                                      | Stati Uniti                                                                | 1 – 0                                                                      | Brasile                                                                    | Amichevole                                                                 | 1                                                                          |                                                                            |
| 19-06-2008                                                                 | Suwon                                                                      | Stati Uniti                                                                | 2 – 0                                                                      | Italia                                                                     | Amichevole                                                                 | -                                                                          | 81’                                                                        |
| 02-07-2008                                                                 | Fredrikstad                                                                | Norvegia                                                                   | 0 – 4                                                                      | Stati Uniti                                                                | Amichevole                                                                 | -                                                                          | 81’                                                                        |
| 05-07-2008                                                                 | Skellefteå                                                                 | Svezia                                                                     | 0 – 1                                                                      | Stati Uniti                                                                | Amichevole                                                                 | -                                                                          | 81’                                                                        |
| 13-07-2008                                                                 | Commerce City                                                              | Stati Uniti                                                                | 0 – 1                                                                      | Brasile                                                                    | Amichevole                                                                 | 1                                                                          | 46’                                                                        |
| 17-07-2008                                                                 | San Diego                                                                  | Stati Uniti                                                                | 0 – 1                                                                      | Brasile                                                                    | Amichevole                                                                 | -                                                                          |                                                                            |
| 06-08-2008                                                                 | Qinhuangdao                                                                | Norvegia                                                                   | 2 – 0                                                                      | Stati Uniti                                                                | Olimpiadi 2008                                                             | -                                                                          | 46’                                                                        |
| 09-08-2008                                                                 | Qinhuangdao                                                                | Stati Uniti                                                                | 1 – 0                                                                      | Giappone                                                                   | Olimpiadi 2008                                                             | -                                                                          | 86’                                                                        |
| 12-08-2008                                                                 | Shenyang                                                                   | Stati Uniti                                                                | 4 – 0                                                                      | Nuova Zelanda                                                              | Olimpiadi 2008                                                             | 1                                                                          | 57’                                                                        |
| 15-08-2008                                                                 | Shanghai                                                                   | Stati Uniti                                                                | 2 – 1 dts                                                                  | Canada                                                                     | Olimpiadi 2008                                                             | -                                                                          | 109’                                                                       |
| 18-08-2008                                                                 | Pechino                                                                    | Giappone                                                                   | 2 – 4                                                                      | Stati Uniti                                                                | Olimpiadi 2008                                                             | -                                                                          | 83’                                                                        |
| 21-08-2008                                                                 | Pechino                                                                    | Brasile                                                                    | 0 – 1 dts                                                                  | Stati Uniti                                                                | Olimpiadi 2008                                                             | -                                                                          |                                                                            |
| 13-12-2008                                                                 | Carson                                                                     | Stati Uniti                                                                | 1 – 0                                                                      | Cina                                                                       | Amichevole                                                                 | -                                                                          | 46’                                                                        |
| 17-12-2008                                                                 | Detroit                                                                    | Stati Uniti                                                                | 1 – 0                                                                      | Cina                                                                       | Amichevole                                                                 | -                                                                          | 42’                                                                        |
| 04-03-2009                                                                 | Lagos                                                                      | Stati Uniti                                                                | 2 – 0                                                                      | Danimarca                                                                  | Algarve Cup 2009                                                           | -                                                                          | 62’                                                                        |
| 06-03-2009                                                                 | Ferreiras                                                                  | Stati Uniti                                                                | 1 – 0                                                                      | Islanda                                                                    | Algarve Cup 2009                                                           | -                                                                          | 68’                                                                        |
| 09-03-2009                                                                 | Ferreiras                                                                  | Norvegia                                                                   | 0 – 1                                                                      | Stati Uniti                                                                | Algarve Cup 2009                                                           | -                                                                          | 46’                                                                        |
| 11-03-2009                                                                 | Faro                                                                       | Stati Uniti                                                                | 1 – 1 (3-4 dtr)                                                            | Svezia                                                                     | Algarve Cup 2009                                                           | -                                                                          | 46’                                                                        |
| 26-05-2009                                                                 | Toronto                                                                    | Canada                                                                     | 0 – 4                                                                      | Stati Uniti                                                                | Amichevole                                                                 | -                                                                          | 77’                                                                        |
| 19-07-2009                                                                 | Rochester                                                                  | Stati Uniti                                                                | 1 – 0                                                                      | Canada                                                                     | Amichevole                                                                 | -                                                                          | 63’                                                                        |
| 29-10-2009                                                                 | Augusta                                                                    | Germania                                                                   | 0 – 1                                                                      | Stati Uniti                                                                | Amichevole                                                                 | -                                                                          | 73’                                                                        |
| 24-02-2010                                                                 | Vila Real de Santo António                                                 | Stati Uniti                                                                | 2 – 0                                                                      | Islanda                                                                    | Algarve Cup 2010                                                           | -                                                                          | 66’                                                                        |
| 26-02-2010                                                                 | Olhão                                                                      | Norvegia                                                                   | 1 – 2                                                                      | Stati Uniti                                                                | Algarve Cup 2010                                                           | -                                                                          | 77’                                                                        |
| 01-03-2010                                                                 | Ferreiras                                                                  | Stati Uniti                                                                | 2 – 0                                                                      | Svezia                                                                     | Algarve Cup 2010                                                           | -                                                                          | 46’                                                                        |
| 03-03-2010                                                                 | Faro                                                                       | Germania                                                                   | 2 – 3                                                                      | Stati Uniti                                                                | Algarve Cup 2010                                                           | -                                                                          | 59’                                                                        |
| 28-03-2010                                                                 | San Diego                                                                  | Stati Uniti                                                                | 3 – 0                                                                      | Messico                                                                    | Amichevole                                                                 | 1                                                                          | 46’                                                                        |
| 01-04-2010                                                                 | Sandy                                                                      | Stati Uniti                                                                | 1 – 0                                                                      | Messico                                                                    | Amichevole                                                                 | -                                                                          | 46’                                                                        |
| 23-05-2010                                                                 | Cleveland                                                                  | Stati Uniti                                                                | 4 – 0                                                                      | Germania                                                                   | Amichevole                                                                 | -                                                                          | 64’                                                                        |
| 14-07-2010                                                                 | Omaha                                                                      | Stati Uniti                                                                | 1 – 1                                                                      | Svezia                                                                     | Amichevole                                                                 | 1                                                                          |                                                                            |
| 18-07-2010                                                                 | East Hartford                                                              | Stati Uniti                                                                | 3 – 0                                                                      | Svezia                                                                     | Amichevole                                                                 | -                                                                          | 46’                                                                        |
| 03-10-2010                                                                 | Kennesaw                                                                   | Stati Uniti                                                                | 2 – 1                                                                      | Cina                                                                       | Amichevole                                                                 | -                                                                          | 56’                                                                        |
| 07-10-2010                                                                 | Chester                                                                    | Stati Uniti                                                                | 1 – 1                                                                      | Cina                                                                       | Amichevole                                                                 | -                                                                          | 71’                                                                        |
| 29-10-2010                                                                 | Cancún                                                                     | Stati Uniti                                                                | 2 – 1                                                                      | Haiti                                                                      | Qual. Mondiali 2011                                                        | 1                                                                          | 57’                                                                        |
| 31-10-2010                                                                 | Cancún                                                                     | Stati Uniti                                                                | 9 – 0                                                                      | Guatemala                                                                  | Qual. Mondiali 2011                                                        | 3                                                                          |                                                                            |
| 06-11-2010                                                                 | Cancún                                                                     | Stati Uniti                                                                | 1 – 2                                                                      | Messico                                                                    | Qual. Mondiali 2011                                                        | -                                                                          |                                                                            |
| 09-11-2010                                                                 | Cancún                                                                     | Stati Uniti                                                                | 3 – 0                                                                      | Costa Rica                                                                 | Qual. Mondiali 2011                                                        | -                                                                          | 46’                                                                        |
| 20-11-2010                                                                 | Padova                                                                     | Italia                                                                     | 1 – 2                                                                      | Stati Uniti                                                                | Qual. Mondiali 2011                                                        | -                                                                          | 86’                                                                        |
| 27-11-2010                                                                 | Bridgeview                                                                 | Stati Uniti                                                                | 1 – 0                                                                      | Italia                                                                     | Qual. Mondiali 2011                                                        | 1                                                                          | 86’                                                                        |
| 21-01-2011                                                                 | Chongqing                                                                  | Stati Uniti                                                                | 1 – 2                                                                      | Svezia                                                                     | Amichevole                                                                 | -                                                                          | 72’                                                                        |
| 24-01-2011                                                                 | Chongqing                                                                  | Stati Uniti                                                                | 2 – 1                                                                      | Canada                                                                     | Amichevole                                                                 | -                                                                          | 46’                                                                        |
| 26-01-2011                                                                 | Chongqing                                                                  | Cina                                                                       | 0 – 2                                                                      | Stati Uniti                                                                | Amichevole                                                                 | 1                                                                          | 71’                                                                        |
| 02-03-2011                                                                 | Vila Real de Santo António                                                 | Giappone                                                                   | 1 – 2                                                                      | Stati Uniti                                                                | Algarve Cup 2011                                                           | 1                                                                          | 63’                                                                        |
| 04-03-2011                                                                 | Vila Real de Santo António                                                 | Stati Uniti                                                                | 2 – 0                                                                      | Norvegia                                                                   | Algarve Cup 2011                                                           | -                                                                          | 46’                                                                        |
| 09-03-2011                                                                 | Faro                                                                       | Stati Uniti                                                                | 4 – 2                                                                      | Islanda                                                                    | Algarve Cup 2011                                                           | -                                                                          | 74’                                                                        |
| 02-04-2011                                                                 | Londra                                                                     | Inghilterra                                                                | 2 – 1                                                                      | Stati Uniti                                                                | Amichevole                                                                 | -                                                                          | 70’                                                                        |
| 15-05-2011                                                                 | Columbus                                                                   | Stati Uniti                                                                | 2 – 1                                                                      | Giappone                                                                   | Amichevole                                                                 | 1                                                                          | 64’                                                                        |
| 19-05-2011                                                                 | Cary                                                                       | Stati Uniti                                                                | 2 – 0                                                                      | Giappone                                                                   | Amichevole                                                                 | 1                                                                          | 61’                                                                        |
| 05-06-2011                                                                 | Harrison                                                                   | Stati Uniti                                                                | 1 – 0                                                                      | Messico                                                                    | Amichevole                                                                 | -                                                                          | 61’                                                                        |
| 28-06-2011                                                                 | Dresda                                                                     | Stati Uniti                                                                | 2 – 0                                                                      | Corea del Nord                                                             | Mondiali 2011                                                              | -                                                                          | 75’                                                                        |
| 02-07-2011                                                                 | Sinsheim                                                                   | Stati Uniti                                                                | 3 – 0                                                                      | Colombia                                                                   | Mondiali 2011                                                              | -                                                                          | 46’                                                                        |
| 06-07-2011                                                                 | Wolfsburg                                                                  | Svezia                                                                     | 2 – 1                                                                      | Stati Uniti                                                                | Mondiali 2011                                                              | -                                                                          | 46’                                                                        |
| 10-07-2011                                                                 | Dresda                                                                     | Brasile                                                                    | 2 – 2 dts (3-5 dtr)                                                        | Stati Uniti                                                                | Mondiali 2011                                                              | -                                                                          | 72’                                                                        |
| 13-07-2011                                                                 | Mönchengladbach                                                            | Francia                                                                    | 1 – 3                                                                      | Stati Uniti                                                                | Mondiali 2011                                                              | -                                                                          | 56’                                                                        |
| 18-09-2011                                                                 | Kansas City                                                                | Stati Uniti                                                                | 1 – 1                                                                      | Canada                                                                     | Amichevole                                                                 | -                                                                          |                                                                            |
| 23-09-2011                                                                 | Portland                                                                   | Stati Uniti                                                                | 3 – 0                                                                      | Canada                                                                     | Amichevole                                                                 | -                                                                          | 60’                                                                        |
| 20-11-2011                                                                 | Glendale                                                                   | Stati Uniti                                                                | 1 – 1                                                                      | Svezia                                                                     | Amichevole                                                                 | -                                                                          | 46’                                                                        |
| 21-01-2012                                                                 | Vancouver                                                                  | Rep. Dominicana                                                            | 0 – 14                                                                     | Stati Uniti                                                                | Qual. Olimpiadi 2012                                                       | 5                                                                          | 46’                                                                        |
| 23-01-2012                                                                 | Vancouver                                                                  | Stati Uniti                                                                | 13 – 0                                                                     | Guatemala                                                                  | Qual. Olimpiadi 2012                                                       | 1                                                                          |                                                                            |
| 25-01-2012                                                                 | Vancouver                                                                  | Stati Uniti                                                                | 4 – 0                                                                      | Messico                                                                    | Qual. Olimpiadi 2012                                                       | -                                                                          | 46’                                                                        |
| 28-01-2012                                                                 | Vancouver                                                                  | Stati Uniti                                                                | 3 – 0                                                                      | Costa Rica                                                                 | Qual. Olimpiadi 2012                                                       | -                                                                          | 70’                                                                        |
| 30-01-2012                                                                 | Vancouver                                                                  | Canada                                                                     | 0 – 4                                                                      | Stati Uniti                                                                | Qual. Olimpiadi 2012                                                       | -                                                                          | 63’                                                                        |
| 11-02-2012                                                                 | Frisco                                                                     | Stati Uniti                                                                | 2 – 1                                                                      | Nuova Zelanda                                                              | Amichevole                                                                 | -                                                                          | 46’                                                                        |
| 29-02-2012                                                                 | Lagos                                                                      | Stati Uniti                                                                | 5 – 0                                                                      | Danimarca                                                                  | Algarve Cup 2012                                                           | -                                                                          | 46’                                                                        |
| 02-03-2012                                                                 | Lagos                                                                      | Stati Uniti                                                                | 2 – 1                                                                      | Norvegia                                                                   | Algarve Cup 2012                                                           | -                                                                          | 59’                                                                        |
| 05-03-2012                                                                 | Faro                                                                       | Giappone                                                                   | 1 – 0                                                                      | Stati Uniti                                                                | Algarve Cup 2012                                                           | -                                                                          | 46’                                                                        |
| 07-03-2012                                                                 | Parchal                                                                    | Svezia                                                                     | 0 – 4                                                                      | Stati Uniti                                                                | Algarve Cup 2012                                                           | -                                                                          | 55’                                                                        |
| 01-04-2012                                                                 | Sendai                                                                     | Giappone                                                                   | 1 – 1                                                                      | Stati Uniti                                                                | Amichevole                                                                 | -                                                                          | 82’                                                                        |
| 03-04-2012                                                                 | Chiba                                                                      | Brasile                                                                    | 0 – 3                                                                      | Stati Uniti                                                                | Amichevole                                                                 | 1                                                                          | 71’                                                                        |
| 28-05-2012                                                                 | Chester                                                                    | Stati Uniti                                                                | 4 – 1                                                                      | Cina                                                                       | Amichevole                                                                 | -                                                                          | 46’                                                                        |
| 16-06-2012                                                                 | Halmstad                                                                   | Svezia                                                                     | 1 – 3                                                                      | Stati Uniti                                                                | Amichevole                                                                 | -                                                                          | 63’                                                                        |
| 18-06-2012                                                                 | Halmstad                                                                   | Giappone                                                                   | 1 – 4                                                                      | Stati Uniti                                                                | Amichevole                                                                 | -                                                                          | 69’                                                                        |
| 30-06-2012                                                                 | Sandy                                                                      | Stati Uniti                                                                | 2 – 1                                                                      | Canada                                                                     | Amichevole                                                                 | 1                                                                          | 51’                                                                        |
| 25-07-2012                                                                 | Glasgow                                                                    | Stati Uniti                                                                | 4 – 2                                                                      | Francia                                                                    | Olimpiadi 2012                                                             | -                                                                          | 75’                                                                        |
| 28-07-2012                                                                 | Glasgow                                                                    | Stati Uniti                                                                | 3 – 0                                                                      | Colombia                                                                   | Olimpiadi 2012                                                             | -                                                                          | 81’                                                                        |
| 31-07-2012                                                                 | Manchester                                                                 | Stati Uniti                                                                | 1 – 0                                                                      | Corea del Nord                                                             | Olimpiadi 2012                                                             | -                                                                          | 84’                                                                        |
| 03-08-2012                                                                 | Newcastle upon Tyne                                                        | Stati Uniti                                                                | 2 – 0                                                                      | Nuova Zelanda                                                              | Olimpiadi 2012                                                             | -                                                                          | 91’                                                                        |
| 01-09-2012                                                                 | Rochester                                                                  | Stati Uniti                                                                | 8 – 0                                                                      | Costa Rica                                                                 | Amichevole                                                                 | -                                                                          | 55’                                                                        |
| 16-09-2012                                                                 | Carson                                                                     | Stati Uniti                                                                | 2 – 1                                                                      | Australia                                                                  | Amichevole                                                                 | -                                                                          | 67’                                                                        |
| 20-09-2012                                                                 | Commerce City                                                              | Stati Uniti                                                                | 6 – 2                                                                      | Australia                                                                  | Amichevole                                                                 | -                                                                          | 62’                                                                        |
| 21-10-2012                                                                 | Bridgeview                                                                 | Stati Uniti                                                                | 1 – 1                                                                      | Germania                                                                   | Amichevole                                                                 | -                                                                          | 83’                                                                        |
| 29-11-2012                                                                 | Portland                                                                   | Stati Uniti                                                                | 5 – 0                                                                      | Irlanda                                                                    | Amichevole                                                                 | -                                                                          | 59’                                                                        |
| 02-12-2012                                                                 | Glendale                                                                   | Stati Uniti                                                                | 2 – 0                                                                      | Irlanda                                                                    | Amichevole                                                                 | -                                                                          | 59’                                                                        |
| 08-12-2012                                                                 | Detroit                                                                    | Stati Uniti                                                                | 2 – 0                                                                      | Cina                                                                       | Amichevole                                                                 | -                                                                          | 48’                                                                        |
| 13-12-2012                                                                 | Houston                                                                    | Stati Uniti                                                                | 4 – 0                                                                      | Cina                                                                       | Amichevole                                                                 | 1                                                                          | 75’                                                                        |
| 16-12-2012                                                                 | Boca Raton                                                                 | Stati Uniti                                                                | 4 – 1                                                                      | Cina                                                                       | Amichevole                                                                 | -                                                                          | 75’                                                                        |
| 31-01-2014                                                                 | Frisco                                                                     | Stati Uniti                                                                | 4 – 1                                                                      | Canada                                                                     | Amichevole                                                                 | -                                                                          | 88’                                                                        |
| 08-02-2014                                                                 | Boca Raton                                                                 | Stati Uniti                                                                | 7 – 0                                                                      | Russia                                                                     | Amichevole                                                                 | -                                                                          | 60’                                                                        |
| 14-02-2014                                                                 | Atlanta                                                                    | Stati Uniti                                                                | 8 – 0                                                                      | Russia                                                                     | Amichevole                                                                 | 1                                                                          | 75’                                                                        |
| 07-03-2014                                                                 | Albufeira                                                                  | Svezia                                                                     | 1 – 0                                                                      | Stati Uniti                                                                | Algarve Cup 2014                                                           | -                                                                          | 70’                                                                        |
| 12-03-2014                                                                 | Parchal                                                                    | Corea del Nord                                                             | 0 – 3                                                                      | Stati Uniti                                                                | Algarve Cup 2014                                                           | -                                                                          | 75’                                                                        |
| 06-04-2014                                                                 | Commerce City                                                              | Stati Uniti                                                                | 2 – 0                                                                      | Cina                                                                       | Amichevole                                                                 | -                                                                          | 83’                                                                        |
| 11-04-2014                                                                 | San Diego                                                                  | Stati Uniti                                                                | 3 – 0                                                                      | Cina                                                                       | Amichevole                                                                 | -                                                                          | 76’                                                                        |
| 19-06-2014                                                                 | East Hartford                                                              | Stati Uniti                                                                | 2 – 2                                                                      | Francia                                                                    | Amichevole                                                                 | -                                                                          | 79’                                                                        |
| 19-09-2014                                                                 | Rochester                                                                  | Stati Uniti                                                                | 4 – 0                                                                      | Messico                                                                    | Amichevole                                                                 | 1                                                                          | 46’                                                                        |
| 16-10-2014                                                                 | Kansas City                                                                | Stati Uniti                                                                | 1 – 0                                                                      | Trinidad e Tobago                                                          | Qual. Mondiali 2015                                                        | -                                                                          | 87’                                                                        |
| 18-10-2014                                                                 | Bridgeview                                                                 | Stati Uniti                                                                | 5 – 0                                                                      | Guatemala                                                                  | Qual. Mondiali 2015                                                        | -                                                                          | 68’                                                                        |
| 21-12-2014                                                                 | Brasilia                                                                   | Brasile                                                                    | 0 – 0                                                                      | Stati Uniti                                                                | Amichevole                                                                 | -                                                                          | 74’                                                                        |
| 08-02-2015                                                                 | Lorient                                                                    | Francia                                                                    | 2 – 0                                                                      | Stati Uniti                                                                | Amichevole                                                                 | -                                                                          | 77’                                                                        |
| 13-02-2015                                                                 | Milton Keynes                                                              | Inghilterra                                                                | 0 – 1                                                                      | Stati Uniti                                                                | Amichevole                                                                 | -                                                                          | 90’                                                                        |
| 04-03-2015                                                                 | Estoril                                                                    | Norvegia                                                                   | 1 – 2                                                                      | Stati Uniti                                                                | Algarve Cup 2015                                                           | -                                                                          | 55’                                                                        |
| 06-03-2015                                                                 | Estoril                                                                    | Stati Uniti                                                                | 1 – 2                                                                      | Svizzera                                                                   | Algarve Cup 2015                                                           | 1                                                                          | 46’                                                                        |
| 09-03-2015                                                                 | Lagos                                                                      | Stati Uniti                                                                | 0 – 0                                                                      | Islanda                                                                    | Algarve Cup 2015                                                           | -                                                                          | 60’                                                                        |
| 11-03-2015                                                                 | Faro                                                                       | Francia                                                                    | 0 – 2                                                                      | Stati Uniti                                                                | Algarve Cup 2015                                                           | -                                                                          | 68’                                                                        |
| 04-04-2015                                                                 | Saint Louis                                                                | Stati Uniti                                                                | 4 – 0                                                                      | Nuova Zelanda                                                              | Amichevole                                                                 | -                                                                          | 57’                                                                        |
| 10-05-2015                                                                 | San Jose                                                                   | Stati Uniti                                                                | 3 – 0                                                                      | Irlanda                                                                    | Amichevole                                                                 | -                                                                          | 46’                                                                        |
| 30-05-2015                                                                 | Harrison                                                                   | Stati Uniti                                                                | 0 – 0                                                                      | Corea del Nord                                                             | Amichevole                                                                 | -                                                                          | 60’                                                                        |
| 13-06-2015                                                                 | Winnipeg                                                                   | Stati Uniti                                                                | 0 – 0                                                                      | Svezia                                                                     | Mondiali 2015                                                              | -                                                                          | 58’                                                                        |
| 27-06-2015                                                                 | Ottawa                                                                     | Cina                                                                       | 0 – 1                                                                      | Stati Uniti                                                                | Mondiali 2015                                                              | -                                                                          | 86’                                                                        |
| 16-08-2015                                                                 | Pittsburgh                                                                 | Stati Uniti                                                                | 8 – 0                                                                      | Costa Rica                                                                 | Amichevole                                                                 | -                                                                          | 46’                                                                        |
| 20-08-2015                                                                 | Chattanooga                                                                | Stati Uniti                                                                | 7 – 2                                                                      | Costa Rica                                                                 | Amichevole                                                                 | -                                                                          | 46’                                                                        |
| 20-09-2015                                                                 | Birmingham                                                                 | Stati Uniti                                                                | 8 – 0                                                                      | Haiti                                                                      | Amichevole                                                                 | 1                                                                          | 46’                                                                        |
| 25-10-2015                                                                 | Orlando                                                                    | Stati Uniti                                                                | 8 – 0                                                                      | Brasile                                                                    | Amichevole                                                                 | -                                                                          | 80’                                                                        |
| 07-04-2017                                                                 | Frisco                                                                     | Stati Uniti                                                                | 4 – 0                                                                      | Russia                                                                     | Amichevole                                                                 | -                                                                          | 80’                                                                        |
| 08-06-2018                                                                 | Sandy                                                                      | Stati Uniti                                                                | 1 – 0                                                                      | Cina                                                                       | Amichevole                                                                 | -                                                                          | 76’                                                                        |
| 05-09-2018                                                                 | San Jose                                                                   | Stati Uniti                                                                | 4 – 0                                                                      | Cile                                                                       | Amichevole                                                                 | -                                                                          | 61’                                                                        |
| Totale                                                                     |                                                                            | Presenze                                                                   | 132                                                                        |                                                                            | Reti                                                                       | 30                                                                         |                                                                            |

### Statistiche da allenatrice
Statistiche aggiornate al 30 giugno 2024
| Stagione        | Squadra         | Campionato      | Campionato | Campionato | Campionato | Campionato | % Vittorie | Piazzamento |
| Stagione        | Squadra         | Comp            | G          | V          | N          | P          | % Vittorie | Piazzamento |
| --------------- | --------------- | --------------- | ---------- | ---------- | ---------- | ---------- | ---------- | ----------- |
| 2024            | Utah Royals     | NWSL            | 15         | 2          | 2          | 11         | 13,33      | Eson.       |
| Totale carriera | Totale carriera | Totale carriera | 15         | 2          | 2          | 11         | 13,33      |             |

## Palmarès

### Club
- National Women's Soccer League: 2

Kansas City: 2014, 2015

### Nazionale
- Oro olimpico: 2

Pechino 2008; Londra 2012
- Campionato mondiale femminile di calcio: 1

2015
- Algarve Cup: 4

2008, 2010, 2011, 2015
- Four Nations Tournament: 1

2008, 2011
- Tournament of Nations: 1

2018